# Índice bursátil
Un índice bursátil corresponde a un registro estadístico compuesto usualmente de un número, que trata de reflejar las variaciones de valor o rentabilidades promedio de las acciones que lo componen. Generalmente, las acciones que componen el índice tienen características comunes tales como: pertenecer a una misma bolsa de valores, tener una capitalización bursátil similar o pertenecer a una misma industria. Estas son usualmente usadas como punto de referencia para distintas carteras, tales como los fondos mutuos.

## Historia
El índice estadounidense más antiguo existente hoy en día es el Dow Jones Industrial Average o simplemente conocido como Dow Jones. Este mismo fue creado por Charles Henry Dow en conjunto con el Wall Street Journal para medir la actividad económica y financiera de los Estados Unidos de América a finales del siglo XIX. Al principio estaba compuesto tan solo por 12 compañías como General Electric, North American Company o American Tobacco Company entre otras. Hoy en día está formado por 30 compañías.
Los índices bursátiles en el mundo son la clara expresión de las tendencias en los precios de los diferentes valores comercializando en un mismo mercado o en todos a la vez. Para diferenciar el momento de hacer una inversión dentro del mercado accionario o de cualquier otro tipo, el inversionista hace una selección minuciosa de los valores a mercar. Pero en un mundo globalizado y con decenas de plataformas que nos brinda la tecnología bursátil, a veces se vuelve una situación tediosa y de visualización gráfica, además de un amplio criterio al momento de hacer un análisis ya sea fundamental y después técnico sobre el valor seleccionado. Sobre todo para los traders constitucionales o privados cuya tarea siempre es tratar de encontrar la mejor opción. Muchas veces la especulación y las emociones te llevan a tomar decisiones equivocadas, sobre todo si te concentras mucho tiempo en noticieros o tomas muchas opiniones antes de invertir. Cuando hay tensión en las bolsas, las tendencias no sirven de nada pero, si achicas tu espectro de búsqueda o lo compactas, verás desde una altura considerable tus perspectivas. Los índices bursátiles nos ofrecen esa variante; sabremos cómo se mueven decenas de precios en un solo gráfico y así evalúas grosso modo la situación de un mercado en general como un valor que fluctúa. En el NASDAQ, por ejemplo, sería como encontrar una aguja en un pajar. El rubro de la empresa te dice en qué lugar del organigrama bursátil está. Si la empresa es tecnológica, entonces el NASDAQ 100 es el lugar en donde debe de estar.
Los principales índices bursátiles del mundo son:
- Asia 
  - SSE Composite Index (Shanghái, China)
  - Hang Seng (Hong Kong)
  - Nikkei 225 (Tokio, Japón)
  - Kospi (Seúl, Corea del Sur)

- Europa 
  - FTSE MIB (Milán, Italia)
  - IBEX 35 (Madrid, España)
  - CAC 40 (París, Francia)
  - DAX 30 (Fránkfurt, Alemania)
  - FTSE 100 (Londres, Gran Bretaña)
  - AEX (Ámsterdam, Países Bajos)
  - SMI (Zúrich, Suiza)

- América
  - S&P/TSX 60 (Toronto, Canadá)
  - Dow Jones (Nueva York, Estados Unidos)
  - S&P 500 (Nueva York, Estados Unidos)
  - Nasdaq 100 (Nueva York, Estados Unidos)
  - IPC (México)
  - IBES (El Salvador)
  - COLCAP (Colombia)
  - IBC (Venezuela)
  - S&P/BVL Peru General Index (Perú)
  - Bovespa (Brasil)
  - Bolsa de Valores y Productos de Asunción (BVPASA) (Paraguay)
  - Merval (Argentina)
  - IPSA (Chile

- Oceanía
  - Australian Securities Exchange (Sídney, Australia)

- Globales bursátiles en el mundo 
  - MSCI World: Es un índice que aglutina la totalidad de las regiones del mundo al estar compuesto por más de 1500 compañías de gran o mediana capitalización y representar así a más de 26 mercados mundiales.los índices en el mundo llegan a sumar una cantidad exuberante y aunque son en realidad de suma importancia nos dan los datos macroexactos de un mercado los de arriba son solo algunos que existen además que hoy en día la manera en la que se mueve la tecnología bursátil nos obliga a estar muy alerta tammbien en los cam,bios ciberdigitales hoy en día alrededor del mundo exixten cientos de compañías dedicadas a los servicios financieros es decisión propia echar un vistaso aloque este maravilloso mundo ofrece y tomar la decisión correcta en el  exacto los tegnisismos de los operadores de bolsa o gestionarios financieros digitales elaboran el proceso de colocar los órganos y programar los índices y los demás valores en la plataforma correspondiente en el formato correcto  y con el a,or que se le tiemne a esta profesión.